# الاعتراف القانوني بالعلاقات المثلية في قبرص

القوانين المتعلقة بالاعتراف القانوني
بالعلاقات المثلية في جزيرة قبرص
زواج المثليين
شكل آخر من أشكال الاعتراف القانوني بالعلاقات المثلية
لااعتراف
المنطقة العازلة

اعترفت قبرص قانونيا بالعلاقات المثلية منذ 9 ديسمبر 2015 من خلال السماح للشركاء المثليين بالدخول في المساكنة المدنية. وافق البرلمان القبرصي في 26 تشرين الثاني/نوفمبر 2015على مشروع قانون لتقنين المساكنة المدنية. ودخل القانون حيز التنفيذ في 9 كانون الأول/ديسمبر 2015 بعد نشره في الجريدة الرسمية للبلاد.

## المساكنة المدنية
في عام 2010، أشار السكرتير الدائم لوزارة الداخلية القبرصية، لازاروس سافيديس، إلى أن الحكومة ستبدأ في دراسة مسألة ما إذا كان يجب تقنين زواج المثليين في البلاد أم لا.
وتبع ذلك في عام 2013 إعلان وزير الداخلية، إيليني مافرو، أن مسؤوليها كانوا يعملون على مشروع قانون برلماني يقترح إنشاء شراكات مدنية، بدلاً من تمديد الحق في الزواج إلى الشركاء المثليين. بعد ذلك وافقت الحكومة القبرصية على مشروع القانون. في آذار/مارس من ذلك العام، أكد الرئيس المنتخب حديثا نيكوس أناستاسيادس وحكومته دعمهم لمشروع القانون. في نوفمبر 2013، أكد وزير الداخلية، سقراط هاسيكوس أن مشروع القانون لا يزال مدرجاً على جدول أعمال الحكومة، مع إعداد مشروع وإرساله إلى الوزارات الأخرى لمراجعته. كان الهدف هو إجراء تصويت برلماني في أبريل 2014، ولكن بحلول يونيو 2014، لم يتم تقديم مشروع القانون بعد. ووفقاً للسكرتير الدائم للوزارة، كونستانتينوس نيكولايدس، كان من المفترض إكمال مشروع القانون في أبريل/نيسان، ولكنه كان لا يزال قيد الصياغة. في يوليو 2014، أوضح وزير الداخلية سقراط هاسيكوس أن مشروع القانون المقترح يحتاج إلى إجماع من جميع الأحزاب السياسية قبل المضي قدمًا. وقد أعطى جميع الأحزاب السياسية نسخة من مشروع القانون وطلب منهم دراسته في الوقت المناسب لاجتماع ثانٍ في شهر سبتمبر نفسه. وشدد هاسيكوس على أنه لن يجري تصويتا حتى يكون متأكدا من تأييد جميع الأحزاب السياسية.
في مارس/آذار 2014، أشار رئيس الكنيسة الأرثوذكسية في قبرص، رئيس الأساقفة كريسوستوموس الثاني، إلى معارضته لخطط إدخال الشراكة المدنية أو حقوق زواج المثليين، وحث الكنائس على اتخاذ موقف ضد المثلية الجنسية واتهام الحكومات العلمانية بـ «إضعاف النزاهة الأخلاقية» من خلال الاعتراف بالحقوق المتساوية للمثليين جنسياً: «عندما تقوم الحكومات، على سبيل المثال، بإضفاء الشرعية ليس فقط على الشراكة المدنية ببساطة بل» زواج المثليين«، يجب على الكنيسة أن تكون صريحة في إدانة المثلية الجنسية». وفي 6 أيار/مايو 2015، أقر مجلس الوزراء القبرصي مشروع قانون للمساكنة محايد جنسيا مع العديد من حقوق الزواج. في 6 يونيو 2015، أعلن الحزب الحاكم التجمع الديمقراطي دعمه لقانون الشراكة. تمت القراءة الأولى لمشروع القانون في 18 يونيو 2015. في 1 يوليو 2015، قرر البرلمان إعادة تسمية المخطط المقترح للاعتراف بالشراكة إلى «المساكنة المدنية» (باليونانية: πολιτική συμβίωση)‏، (بالتركية: sivil birlikte yaşama)‏. كان من المقرر في البداية عقد القراءة الثانية في 9 يوليو، ولكن تم تأجيلها حتى خريف ذلك العام. حصل مشروع القانون على قراءته الثانية والثالثة في 26 نوفمبر 2015 وتم التصويت عليه بأغلبية 39 صوتاً مقابل 12 وامتناع 3 عن التصويت (39-12-3). تم نشره في الجريدة الرسمية في 9 ديسمبر 2015 ودخل حيز التنفيذ عند نشره.

### إحصائيات
سجلت أول مساكنة مدنية في البلاد في 29 يناير 2016 من قبل شريكتين مثليتين. أقيم الاحتفال العام الأول في 4 مارس 2016 من قبل شريكين مثليين في العاصمة نيقوسيا.
بحلول 18 أبريل 2016، تم تسجيل 8 معاشرات مدنية مثلية.
من يناير إلى أكتوبر 2016، قام ما يقرب من 70 من الشركاء المثليين (140 شخصا) بتسجيل معاشرة مدنية في البلاد.
تحظى المساكنة المدنية بشعبية كبيرة أيضا بين الشركاء المغايرين. بحلول آب/أغسطس 2017، على سبيل المثال، مثل الشركاء المغايرين في مساكنة مدنية حوالي 70% من جميع الشركاء في المساكنات المدنية، في حين شكل الشركاء المثليون في المساكنة المدنية ال30% المتبقية.

## الرأي العام
وجد استطلاع يوروباروميتر لعام 2006 أن 14% فقط من القبارصة يؤيدون الزواج من نفس الجنس. وكان هذا ثالث أدنى المعدلات في الاتحاد الأوروبي في ذلك الوقت (فقط فوق كل من لاتفيا ورومانيا أين كان التأييد أقل). وجد مؤشر يوروباروميتر لعام 2015 أن التأييد قد ارتفع إلى 37%، في حين كان 56% ضد تشريع زواج المثليين في كامل أنحاء أوروبا.
فيما يتعلق بالاتحادات المدنية، وجد استطلاع عام 2014 أن 53.3% من القبارصة يؤيدون الاتحادات المدنية المثلية أو الشراكات المثلية.